# Strana Șora
Strana ȘORA (rumunsky Partidul „ȘOR”) byla populistická politická strana v Moldavsku. Od svého založení v roce 1998 do října 2016 byla známá jako Společensko-politické hnutí "Rovnost" (rumunsky Mișcarea social-politică „Ravnopravie”), strana hlásala euroskeptické a rusofilské postoje.
V červnu 2023 stranu moldavský ústavní soud prohlásil za protiústavní. Tento nález moldavského ústavního soudu znamenal, že strana byla okamžitě zakázána.

## Historie
Stranu založil v roce 1998 moldavský politik Valerij Klimenco jako "Společensko-politické hnutí "Rovnost". V moldavských parlamentních volbách v roce 2005 získala strana 2,8 % hlasů, ale nezískala žádný mandát. Strana se hodlala zúčastnit moldavských parlamentních voleb v roce 2014, ale později svou kandidátní listinu stáhla.
V roce 2015 se strana rozhodla nominovat Ilana Șora na starostu města Orhei. Șor, který byl v té době v domácím vězení, získal v prvním kole voleb většinu hlasů a následně se stal vedoucí osobností strany. V říjnu 2016 byl Șor zvolen předsedou strany, která se přejmenovala na Stranu Șora. V červnu 2017 byl předseda strany Ilan Șor odsouzen k 7,5 letům vězení za podvod. V roce 2019 porušil domácí vězení a uprchl ze země, zatímco se proti rozsudku odvolával. 1. prosince 2018 se strana připojila k Alianci konzervativců a reformistů v Evropě.
V prosinci 2018 vytvořila strana na základě svého volebního programu v regionu Orhei vzorový kolchoz, který nazvala "Komunou snů".
V moldavských parlamentních volbách 2019 získala strana 8,32 % hlasů a získala sedm poslanců, čímž se poprvé ve své historii dostala do parlamentu. Strana uspořádala 9. května 2019 v Kišiněvě přehlídku ke Dni vítězství.

### Protesty 2022–2023
Strana Șora byla hlavní iniciátor moldavských protivládních protestů od roku 2022.

### Vyšetřování strany
Dne 8. listopadu 2022 požádala moldavská vláda ústavní soud o zahájení řízení o zákazu této strany v Moldavsku, protože údajně prosazuje zájmy cizího státu a poškozuje nezávislost a suverenitu země.
13. dubna 2023 odvolací soud zdvojnásobil trest pro předsedu strany Ilana Șora na 15 let vězení v nepřítomnosti a zabavil mu majetek, Șor žije v Izraeli. Dne 27. dubna byl odvolán z funkce poslance.
Dne 1. května 2023 byla na mezinárodním letišti v Kišiněvě zadržena místopředsedkyně strany Marina Tauberová, která se snažila odletět ze země do Izraele přes Turecko. Byla zatčena protikorupční prokuraturou na základě obvinění z nezákonného financování strany.
V květnu 2023 bylo zahájeno vyšetřování podezření z uplácení voličů stranou Șora během gagauzských guvernérských voleb v roce 2023.
Mimo zákon byla strana postavena v červnu 2023 rozhodnutím ústavního soudu, který tak učinil na základě článku 41 moldavské ústavy. Ústavní soud dodal, že zástupci strany v parlamentu budou i nadále vykonávat své mandáty, ale jako nezávislí poslanci bez práva přidružovat se k jiným parlamentním frakcím.

### Sankce
Dne 26. října 2022 byly na stranu Șor uvaleny sankce Ministerstvem financí Spojených států amerických kvůli spojení s Ilanem Șorem, který je rovněž sankcionován.

## Ideologie
Program strany na rok 2019 představil následující body:
- Všeobecná bezplatná zdravotní péče.
- Bezplatné vzdělání včetně vysokoškolského.
- Zvýšení objemu a rozsahu invalidních dávek, dávek v mateřství a starobních důchodů.
- Vytvoření modernizovaných kolektivních zemědělských podniků, které by fungovaly vedle soukromého sektoru.
- Aktivní zásahy státu v oblasti infrastruktury, dopravy, energetiky, komunikací, bydlení, farmaceutického průmyslu atd.
- Znárodnění energetických společností v zahraničním vlastnictví.
- Závazek k dodržování práva a pořádku, včetně obnovení trestu smrti pro zvlášť nebezpečné zločince a řešení základních socioekonomických problémů, které mohou být příčinou kriminality.
- Závazek k moldavské nezávislosti a vojenské neutralitě.

V úvodních odstavcích volebního programu strany z roku 2008 se uvádí, že kvalita života průměrného člověka v Sovětském svazu byla ve srovnání s moderní dobou vyšší. Dále se v něm uvádělo, že socioekonomické problémy Moldavska vidí v negativním vztahu Moldavska k Ruské federaci. Od roku 2021 strana podporovala přesun hlavního města do Orhei.

## Vedení
- Ilan Șor – předseda
- Valerij Klimenco – čestný předseda; člen městské rady Kišiněva
- Maria Albotová – generální tajemník
- Marina Tauberová – místopředseda

## Volební výsledky

### Parlamentní
| Volby           | Lídr             | Hlasy       | Hlasy      | Hlasy      | Mandáty       | Mandáty    | Pořadí     | Postavení                   |
| Volby           | Lídr             | Počet hlasů | %          | Změna      | Počet mandátů | Změna      | Pořadí     | Postavení                   |
| --------------- | ---------------- | ----------- | ---------- | ---------- | ------------- | ---------- | ---------- | --------------------------- |
| 2001            | Valerij Klimenco | 7 023       | 0,44       | –          | 0/101         | –          | 16.        | Mimo parlament              |
| 2005            | Valerij Klimenco | 44 129      | 2,83       | ▲ 2,39     | 0/101         | ▬ 0        | ▲ 6.       | Mimo parlament              |
| 2009 (duben)    | Valerij Klimenco | bez účasti  | bez účasti | bez účasti | bez účasti    | bez účasti | bez účasti | Mimo parlament              |
| 2009 (červenec) | Valerij Klimenco | bez účasti  | bez účasti | bez účasti | bez účasti    | bez účasti | bez účasti | Mimo parlament              |
| 2010            | Valerij Klimenco | 1 781       | 0,10       | ▲ 0,10     | 0/101         | ▬ 0        | ▲ 17.      | Mimo parlament              |
| 2014            | bez účasti       | bez účasti  | bez účasti | bez účasti | bez účasti    | bez účasti | bez účasti | Mimo parlament              |
| 2019            | Ilan Șor         | 117 779     | 8,32       | ▲ 8,32     | 7/101         | ▲ 7        | ▲ 4.       | Opozice (do listopadu 2019) |
| 2019            | Ilan Șor         | 117 779     | 8,32       | ▲ 8,32     | 7/101         | ▲ 7        | ▲ 4.       | Podpora (od listopadu 2019) |
| 2021            | Ilan Șor         | 84 185      | 5,75       | ▼ 2,57     | 6/101         | ▼ 1        | ▲ 3.       | Opozice                     |

### Prezidentské
| Volby | Kandidát          | První kolo  | První kolo | Druhé kolo   | Druhé kolo   | Výsledek |
| Volby | Kandidát          | Počet hlasů | %          | Počet hlasů  | %            | Výsledek |
| ----- | ----------------- | ----------- | ---------- | ------------ | ------------ | -------- |
| 2020  | Violeta Ivanovová | 87 542      | 6,49       | nepostoupila | nepostoupila | Prohra   |

### Místní

#### Městské a vesnické rady
| Volby | Hlasy       | Hlasy | Počet mandátů |
| Volby | Počet hlasů | %     | Počet mandátů |
| ----- | ----------- | ----- | ------------- |
| 1999  | 1 880       | 0,17  | 4/6105        |
| 2003  | 4 557       | 0,43  | 35/10841      |
| 2007  | 17 669      | 1,84  | 164/10621     |
| 2011  | 1 679       | 0,15  | 6/10630       |
| 2015  | 6 079       | 0,57  | 18/10570      |
| 2019  | 58 440      | 6,32  | 516/10472     |